# Scopula vicina (Thierry Mieg, 1907)
Scopula vicina là một loài bướm đêm trong họ Geometridae.